# Shirley Temple
Shirley Jane Temple (Santa Monica, 23 d'abril de 1928 – Woodside, 10 de febrer de 2014) fou una actriu i diplomàtica estatunidenca.
Manté un lloc important en la història del cinema: va ser la primera nena-estrella coneguda internacionalment, degut en gran part per la seva llarga filmografia. Va ser una vertadera icona a l'Amèrica dels anys 30 i 40.

## Biografia

### Primers anys
Shirley Jane Temple va néixer el 23 d'abril de 1928, a l'Hospital de Santa Monica (ara UCLA Santa Monica Medical Center) a Santa Monica, Califòrnia, el tercer fill de la mestressa de casa Gertrude Temple i de l'empleat del banc George Temple. La família era d'ascendència holandesa, anglesa i alemanya. Va tenir dos germans: John i George Jr. La família es va traslladar a Rockingham Avenue, Brentwood, Los Angeles.
La mare de Temple la va animar a desenvolupar els seus talents per a cantar, ballar i actuar. Al voltant d'aquesta època, la seva mare va començar a pentinar els cabells de Temple amb tirants.

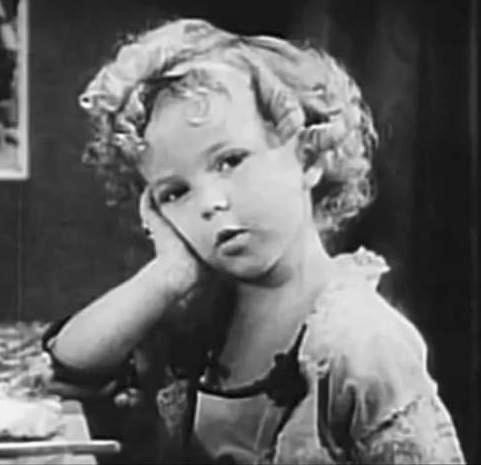
Temple in Glad Rags to Riches (1933)

Mentre estava a l'escola de dansa, Temple va ser descobert per Charles Lamont, que era director de càsting per a Educational Pictures. Es va amagar darrere d'un piano mentre ell era a l'estudi. A Lamont li va agradar Temple i la va convidar a una audició. La va signar un contracte el 1932. Educational Pictures va llançar els seus Baby Burlesks,   curtmetratges de comèdia de 10 minuts que satiritzen pel·lícules i esdeveniments recents, utilitzant nens en edat preescolar en tots els papers. El 1933, Temple va aparèixer a Glad Rags to Riches, una paròdia de la funció de Mae West She Done Him Wrong, amb Temple com a cantant de saloon. Aquell mateix any, va aparèixer a Kid 'in' Africa com una nena en perill a la selva i a Runt Page, un pastiche de The Front Page de l'any anterior. Els jugadors més joves del repartiment recitaven les seves línies fonèticament.
Temple es va convertir en l'estrella destacada d'aquesta sèrie i Educational la va promoure a comèdies de 20 minuts a la sèrie Frolics of Youth amb Frank Coghlan Jr. Temple va interpretar Mary Lou Rogers, la germana petita d'una família suburbana contemporània. Temple i els seus fills van dissenyar cereals per a l'esmorzar i altres productes per finançar els costos de producció. Va ser cedida a Tower Productions per a un petit paper al primer llargmetratge de l'estudi, The Red-Haired Alibi (1932),  i el 1933 a Universal, Paramount i Warner Bros. Pictures per a diverses parts,  inclòs un paper sense acreditar a To the Last Man (1933), protagonitzada per Radolph Ranston i Esther.

### Carrera cinematogràfica

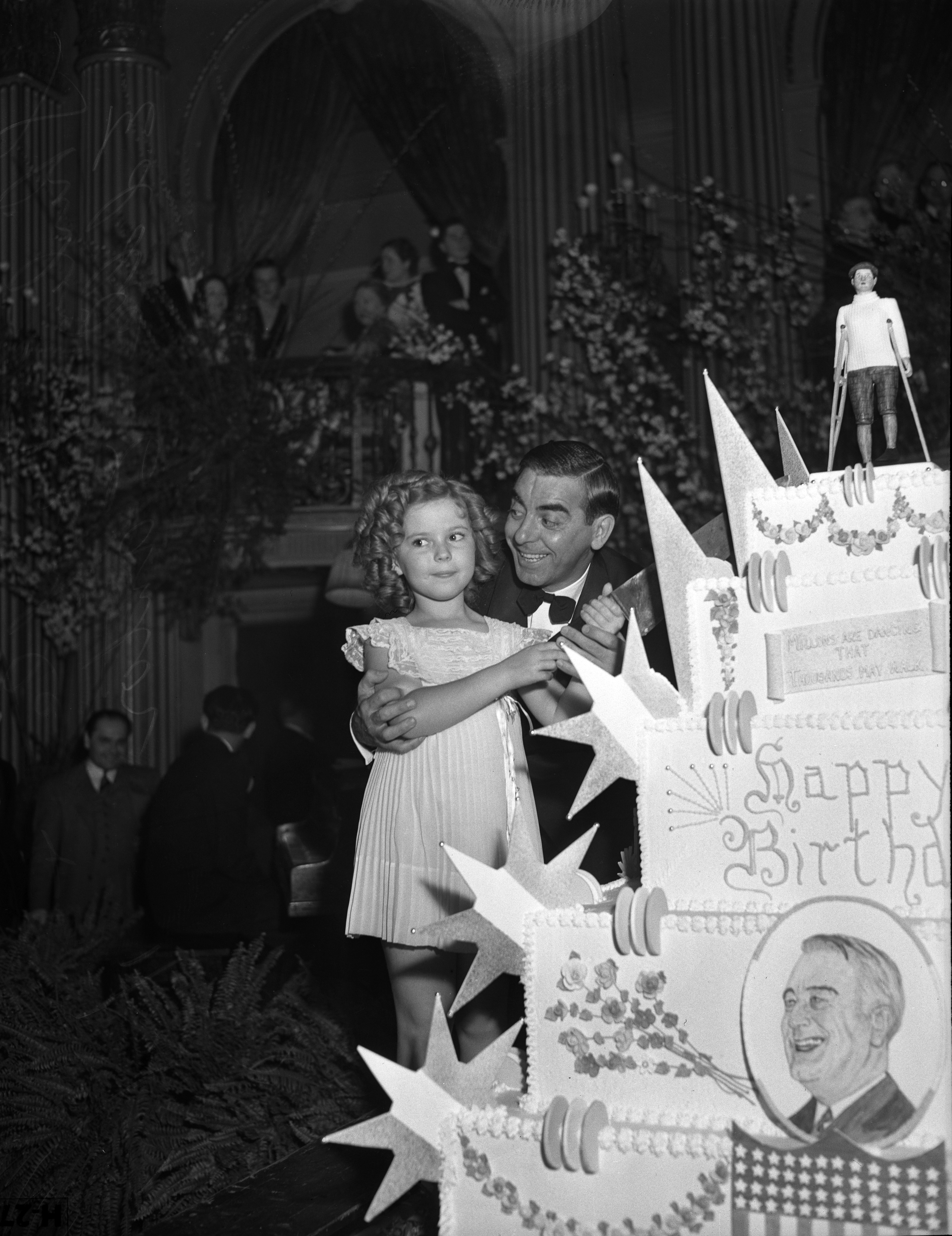
Shirley Temple i Eddie Cantor tallant el pastís d'aniversari del president Franklin Delano Roosevelt (1937)

Va interpretar més de 40 pel·lícules durant els anys 1930. Hom es fixava en ella pel seu talent i des dels cinc anys memoritzava perfectament els passos de ball.
Shirley Temple va començar la seva carrera als tres anys, apareixent en dues sèries de produccions de baix pressupost. Va signar amb la Fox a finals de 1933 després de la seva aparició a Stand Up And Cheer, amb James Dunn. El seu contracte va ser perllongat diverses vegades de 1933 a 1935, i va ser prestada a la Paramount Pictures el 1934 per treballar en una sèrie de pel·lícules d'èxit. Durant quatre anys, els Estats Units es van apassionar per les seves pel·lícules. Va ser la primera a rebre un Oscar per a joves actors i apareix per això al llibre Guinness de Rècords.
El paper de Dorothy a El màgic d'Oz, interpretat per Judy Garland, estava destinat inicialment a ella. D'una gran saviesa i envoltada d'una família honrada, va posar fi a la seva carrera cap a l'edat de 20 anys, sentint que el seu futur era en un altre lloc diferent de Hollywood.

### Carrera política
Després de la seva carrera en el cinema, es va implicar en política, en el Partit Republicà. El 1967, es va presentar sense èxit a unes eleccions especials a l'11è districte del Congrés de Califòrnia després que el republicà J. Arthur Younger, de vuit mandats, morís de leucèmia. Es va presentar a les primàries obertes com a republicana conservadora i va quedar en segona posició amb 34.521 vots (22,44%), darrere del professor republicà de dret Pete McCloskey, que va ocupar el primer lloc a les primàries amb 52.882 vots (34,37%) i va avançar a les eleccions generals amb el demòcrata Roy A. Archibald, que va acabar amb el 15,90%). A les eleccions generals, McCloskey va ser elegit amb 63.850 vots (57,2%). Temple va rebre 3.938 vots (3,53%) com a independent.
Temple va començar al servei exterior després de la seva candidatura fallida al Congrés el 1967, quan Henry Kissinger la va sentir parlar del sud-oest d'Àfrica en una festa. Es va sorprendre que ella en sabés res. Va ser designada com a delegada a la 24a Assemblea General de les Nacions Unides (setembre – desembre de 1969) pel president Richard M. Nixon i ambaixadora dels Estats Units a Ghana (6 de desembre de 1974 – 13 de juliol de 1976) pel president Gerald R. Ford. Va ser nominada primera dona cap de protocol dels Estats Units (1 de juliol de 1976 - 21 de gener de 1977).
Entre 1974 i 1975, va ser membre del comitè de direcció de la The Walt Disney Company.
Va ser ambaixadora a Ghana (1974-1976), després a Txecoslovàquia (1989-1992). Havent viscut la revolució de Vellut, ho descriu com «el millor treball que mai no he tingut». El 1976, esdevingué la primera dona a ser cap de protocol del Departament d'Estat dels Estats Units.
Temple va estar molt involucrada amb el Commonwealth Club of California, un fòrum d'afers públics amb seu a San Francisco. Va parlar en moltes reunions al llarg dels anys, i va ser presidenta durant un període el 1984.
El 1976, Temple va ser considerat com a candidata potencial a Gerald Ford a les eleccions presidencials d'aquell any. Mentre estaven a Kansas City per a la Convenció Nacional Republicana, Temple i el seu marit van rebre una habitació amb un telèfon de la Casa Blanca. Temple va recordar que va especular amb el seu marit que el telèfon s'havia instal·lat quan Ford estava a punt de demanar-li que fos el seu company de fórmula a la convenció, però, el telèfon es va desconnectar. Bob Dole va ser escollit com a candidat a la vicepresidència.
Temple havia esperat després de la victòria de Ronald Reagan a les eleccions presidencials de 1980 que li atorguessin un càrrec de gabinet o una altra ambaixada. Reagan va enviar Temple com a representant a París com a part de les celebracions inaugurals nord-americanes a l'estranger, però, no va rebre cap nou càrrec durant l'administració Reagan. L'escriptora Anne Edwards va suggerir que això era perquè Temple havia donat suport al rival de Reagan, George H. W. Bush, a les primàries republicanes de 1980. Quan van circular els rumors que Reagan planejava tornar a nomenar Temple com a cap de protocol després de la renúncia de Lenore Annenberg, Temple va remarcar que no creia en mirar enrere.
Va ser ambaixadora dels Estats Units a Txecoslovàquia (23 d'agost de 1989 - 12 de juliol de 1992), després d'haver estat nomenada pel president George H. W. Bush, i va ser la primera i única dona en aquesta feina. Temple va ser testimoni de dos moments crucials en la història de la lluita de Txecoslovàquia contra el comunisme. Va ser a Praga l'agost de 1968, com a representant de la Federació Internacional de Societats d'Esclerosi Múltiple, i es reunirà amb el líder del partit txecoslovac Alexander Dubček el mateix dia que les forces recolzades pels soviètics van envair el país. Dubček va caure en desgracia amb els soviètics després d'una sèrie de reformes, conegudes com la Primavera de Praga. Temple, que va quedar encallat en un hotel mentre els tancs entraven, va buscar refugi al terrat de l'hotel. Més tard va informar que va ser des d'allà que va veure una dona desarmada al carrer abatuda per les forces soviètiques, la visió de la qual va romandre amb ella durant la resta de la seva vida.
Més tard, després de ser ambaixadora a Txecoslovàquia, va estar present durant la Revolució de Vellut, que va provocar la fi del comunisme en aquell país. Temple va simpatitzar obertament amb els dissidents anticomunistes i va ajudar als seus esforços. Va ser ambaixadora quan els Estats Units van establir relacions diplomàtiques formals amb el govern recentment elegit dirigit per Václav Havel. Va fer el pas inusual d'acompanyar personalment Havel en la seva primera visita oficial a Washington, viatjant al mateix avió.

### Vida personal
Es va casar amb l'actor John Agar el 1945, als 17 anys, i la parella va tenir una filla, Linda Susan Agar, el 1948. Es van divorciar el 1950, data en la qual va conèixer l'home de negocis Charlie Black, amb qui es va casar i de qui va agafar el cognom. Quan la va conèixer, Charlie Black va reconèixer que mai no havia vist les seves pel·lícules. Amb Black, va tenir dos fills: Lori i Charlie. Va ser amb ell fins a la seva defunció, d'una síndrome mielodisplàstica, el 4 d'agost de 2005.
La seva autobiografia, titulada Child Star: An Autobiography, va ser publicada el 1988. També es va rodar una pel·lícula sobre la seva vida: Shirley Temple, El naixement d'una estrella. Va morir a Woodside, al sud de San Francisco, a Califòrnia.

### Mort
Temple va morir als 85 anys el 10 de febrer de 2014 a la seva casa de Woodside, Califòrnia. La causa de la mort, segons el seu certificat de defunció emès el 3 de març de 2014, va ser la malaltia pulmonar obstructiva crònica (MPOC). Temple va fumar cigarretes de tota la vida, però va evitar mostrar el seu hàbit en públic perquè no volia donar un mal exemple als seus fans. Està enterrada a Alta Mesa Memorial Park.

## Mites i rumors
En el punt àlgid de la seva popularitat, Temple va ser objecte de molts mites i rumors, amb uns quants propagats pel departament de premsa de Fox. Fox la va donar a conèixer com un talent natural sense formació formal d'actuació o dansa. Com a manera d'explicar com coneixia el ball estilitzat de darrers i ales, va estar inscrita durant dues setmanes a l'Escola de Dansa Elisa Ryan.
Van circular falses afirmacions que Temple no era un nen, sinó una nana de 30 anys, a causa en part del seu tipus de cos forni. El rumor va ser tan corrent, sobretot a Europa, que el Vaticà va enviar al pare Silvio Massante per investigar si realment era una nena. El fet que mai semblava perdre cap dent va portar a algunes persones a concloure que tenia totes les seves dents adultes. En realitat, Temple estava perdent les seves dents primàries amb regularitat durant els seus dies amb Fox, per exemple, durant la cerimònia a la vorera davant del Grauman's Theatre, on es va treure les sabates i es va posar els peus descalços al formigó, desviant l'atenció de la cara. Quan actuava, portava plaques dentals i gorres per amagar els buits de les seves dents. Un altre rumor deia que les seves dents s'havien llimat per fer-les veure com dents de llet.
Un rumor sobre el cabell característic de Temple era que portava una perruca. En diverses ocasions, els fans li van treure els cabells per provar el rumor. Més tard va dir que desitjaria que tot el que hagués de fer fos portar una perruca, lamentant el procés nocturn que havia de suportar en la configuració dels seus rínxols com a tediós i esgotador, amb esbandida setmanals de vinagre que li picava els ulls.
Es van estendre rumors que el seu color de cabell no era ros naturalment. Durant la realització de Rebecca de Sunnybrook Farm, es va estendre la notícia que anava a fer escenes llargues sense els seus rínxols característics. Durant la producció, també es va refredar, la qual cosa va fer que es perdés un parell de dies. Com a resultat, un informe fals es va originar a Gran Bretanya que li havien tallat tot el cabell.

## Filmografia

### Cinema
- 1932: Kid's Last Stand: Una noia
- 1932: Runt Page: Lulu Parsnips
- 1932: War Babies: Charmaine

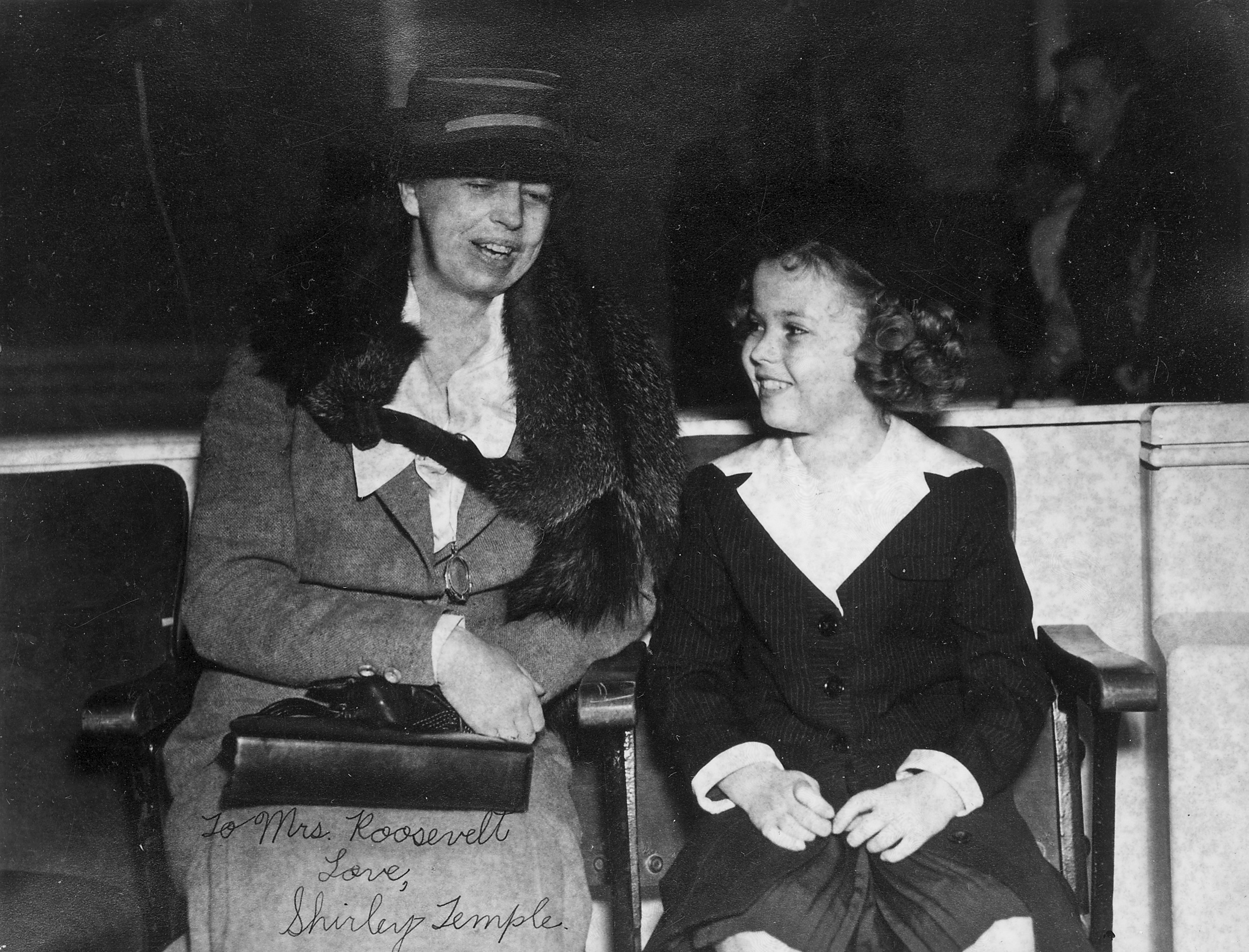
Eleanor Roosevelt en companyia de Shirley Temple

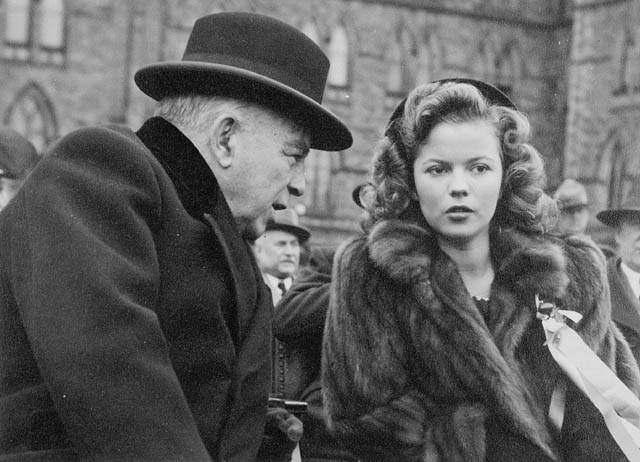
Shirley Temple i William Lyon Mackenzie King (1944)

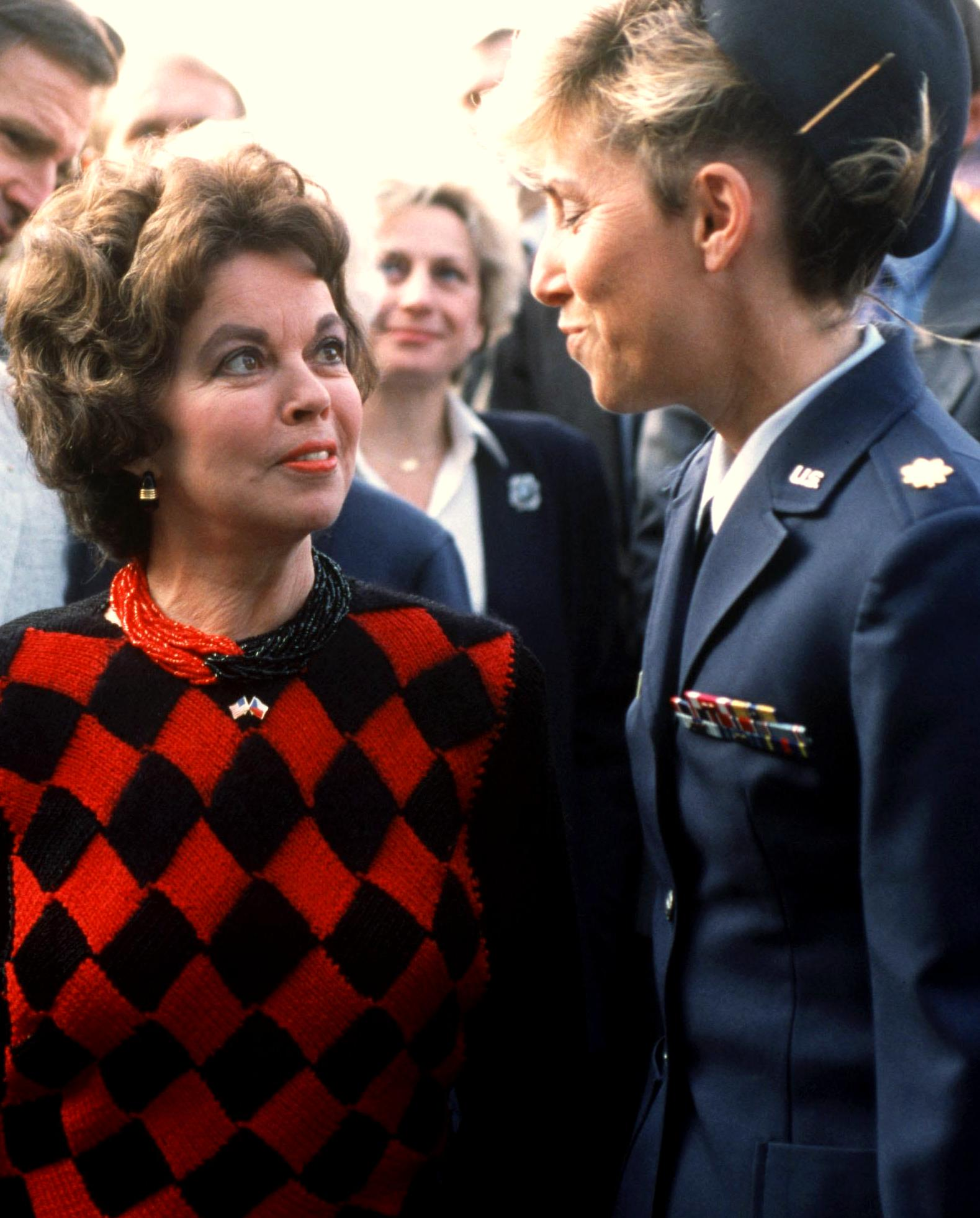
Ambaixadora dels EUA a Txecoslovàquia (1990)

- 1932: The Red-Haired Alibi: Gloria Shelton
- 1932: Pie Covered Wagon: Shirley
- 1933: Glad Rags to Riches: Nell / La Bella Diaperina
- 1933: Kid in Hollywood: Morelegs Sweettrick
- 1933: Out All Night: Una nena
- 1932: The Kid's Last Fight: Shirley
- 1933: Polly Tix in Washington: Polly Tix
- 1933: Dora's Dunking Doughnuts: Shirley
- 1933: To the Last Man: Mary Stanley
- 1933: Kid 'in' Africa: Madame Cradlebait
- 1933: Merrily Yours: Mary Lou Rogers
- 1933: What's to Do?: Mary Lou Rogers
- 1934: Pardon My Pups: Mary Lou Rogers
- 1934: Carolina: Joan Connelly
- 1933: As the Earth Turns: Una nena
- 1934: Managed Money: Mary Lou
- 1934: Stand Up and Cheer!: Shirley Dugan
- 1934: Change of Heart: Shirley, la noia a l'avió
- 1934: Little Miss Marker: Marthy Jane, Little Miss Marker
- 1934: Now I'll Tell: Mary Doran
- 1934: Baby Take a Bow: Shirley Ellison
- 1934: Now and Forever: Penelope 'Penny' Day
- 1934: Bright Eyes: Shirley Blake
- 1935: The Little Colonel: Miss Lloyd Sherman
- 1935: Our Little Girl: Molly Middleton
- 1935: Curly Top: Elizabeth Blair
- 1935: The Littlest Rebel: Virginia 'Virgie' Cary
- 1936: Captain January: Helen ('Star')
- 1936: Poor Little Rich Girl: Barbara Barry
- 1936: Dimples: Sylvia 'Dimples' Dolores Appleby
- 1936: Stowaway: Barbara 'Ching-Ching' Stewart
- 1937: Wee Willie Winkie: Priscilla Williams
- 1937: Heidi: Heidi
- 1938: Rebecca of Sunnybrook Farm: Rebecca Winstead
- 1938: Little Miss Broadway: Betsy Brown / Shea
- 1938: Just Around the Corner: Penny Hale
- 1939: The Little Princess: Sara Crewe
- 1939: Susannah of the Mounties: Susannah Sheldon
- 1940: The Blue Bird: Mytyl
- 1940: Young People: Wendy Ballantine
- 1941: Kathleen: Kathleen Davis
- 1942: Miss Annie Rooney: Annie Rooney
- 1944: Since You Went Away: Bridget 'Brig' Hilton
- 1944: I'll Be Seeing You: Barbara Marshall
- 1945: Kiss and Tell: Corliss Archer
- 1946: American Creed
- 1947: Lluna de mel (Honeymoon): Barbara Olmstead
- 1947: The Bachelor and the Bobby-Soxer: Susan
- 1947: That Hagen Girl: Mary Hagen
- 1948: Fort Apache: Philadelphia Thursday
- 1949: Mr. Belvedere Goes to College: Ellen Baker
- 1949: Adventure in Baltimore: Dinah Sheldon
- 1949: The Story of Seabiscuit: Margaret O'Hara / Knowles
- 1949: A Kiss for Corliss: Corliss Archer

### Televisió
- 1958-1961: Shirley Temple's Storybook (Sèrie TV): Hoste / Narradora / Diversos papers
- 1963: The Red Skelton Show (Sèrie Tv): Una principiant

## Premis
- 1934: Oscar de la joventut[25]
- Doctorats honorífics de la Universitat de Santa Clara i de la Universitat Lehigh.
- 1978: Llorejata pel Centre Kennedy.

## Activitats professionals
Va ser membre del consell d'administració de diverses grans societats :
- Walt Disney Company (1974-1975)
- Institut d'estudis internacionals de la Universitat Stanford
- Consell dels ambaixadors americans
- Comissió americana per la UNESCO
- Comité national de relacions xino-americanes
- Associació de les Nacions Unides.

## Anècdotes
El Còctel Shirley Temple va ser designat així en el seu honor. Es va inventar a l'hotel Reial Hawaià a Waikiki Hawaii.
L'èxit de Shirley Temple era tal amb les noies a França els anys 1930 que el setmanari Fillette publica la seva vida en còmics abans de llançar un club, el 1935. Les condicions eren: estimar Shirley Temple, somriure, tenir més de sis anys, agradar-li el cinema, ser sensata... El novembre Fillette esdevé fins i tot Fillette. El diari de Shirley.